# Галакторея
Галакторе́я (лат. galactorrhoea, від грец. γάλα — «молоко» + ῥοία — «теча») — спонтанне виділення молока з молочних залоз, не пов'язане з пологами чи годуванням немовлят(и), або лактація, що продовжується після завершення годування грудьми більше року.
Також галакторею вважають симптоматичною гіперпролактинемією. Галакторея може бути єдиним проявом захворювання або поєднуватись з іншими проявами.
Галакторея зустрічається у 5–32 % жінок. Причиною такого розкиду відсотків є різне визначеннях галактореї. Також зустрічається у чоловіків, підлітків та новонароджених обох статей.

## Етіологія
Фізіологічне утворення молока в молочних залозах називається лактацією. Молоко утворюється в залозистих тканинах молочної залози і регулюється гормонами:
- Пролактин
- Тироксин (гормон щитоподібної залози)
- Соматотропін (гормон росту)
- Кортизол (гормон наднирників)
- Інсулін (гормон підшлункової залози)
- Естрогени яєчників
- нейромедіатор допамін

Причини які викликають галакторею:
- Пухлини:[3]
  - доброякісні (пролактинома) та злоякісні пухлини гіпофіза, які стимулюють процес надмірного синтезу та виділення гормону пролактин — найчастіша причина даного захворювання[4]
- Гормональні зміни та захворювання:
  - гіпотиреоз[5] — підвищення рівня тироліберина, який може як стимулювати синтез пролактина, так і пригнічувати секрецію дофаміна — що викликає гіперпролактинемію.
  - неонатальне молоко («молоко відьми»)
  - поведінкові фактори (стрес, травма, надактивне «сексульне життя») які викликають зміну гормонального стану організму загалом
- Травматичні ушкодження:
  - гіпофіза, гіпоталамуса
  - надмірна фізична стимуляція грудей (дуже часті: пальпація, стимуляція; тісний або сильно стискаючий одяг)
  - ушкодження молочних залоз (травма, опік)
- Медикаменти:
  - антагоніст H2-рецепторів циметидину другого покоління «Тагамет»(Tagamet)
  - рисперидон («Risperdal») є найвідомішим антипсихотиком (атиповий нейролептик), який викликає гіперпролактинемію, блокуючи дофамінові рецептори, відповідальні за контроль вивільнення пролактину.
  - є повідомлення про випадки які свідчать, що інгібітори протонної помпи, викликають галакторею
  - інгібітори синтезу дофаміну: метилдопа (methyldopa («Aldomet»)), леводопа, карбідова, бенсеразід
  - опіоїди (опіати); (морфін, героїн, кокаїн)
  - антагоністи дофамінових рецепторів: фенотіазіни, бутирофенони, галоперидол (антипсихотичний нейролептик)
  - трициклічні антидепресанти, інгібітори моноамінооксидази (МАО): Амітриптилін, кломіпрамін, доксепін, іміпрамін, моклобемід
  - інгібітори зворотного захоплення серотоніну
  - протиблювотні засоби[6]: метоклопрамід, домперидон; хлорпромазин («Аміназин»)
  - антагоністи кальцію: верапаміл
  - синтетичні естрогени: гормональні контрацептиви
  - ліки та їжа у яких наявна локриця (солодка)[7] у відповідних кількостях
- Захворювання:
  - ниркова недостатність, зменшує нирковий кліренс пролактину[8]
  - печінкова недостатність
  - синдром полікістозних яєчників проявляється у 17 % жінок галактореєю[9]
  - захворювання гіпоталамуса
  - мастопатія
  - спадкова аномалія допамінових рецепторів

## Класифікація
За кількістю втягнутих у процес органів:
- Однобічна
- Двобічна

За інтенсивністю виділення:
- I — виділення капель молока чи молозива, при натисканні на ділянку ареоли
- II — виділення струменів молока чи молозива, при натисканні на ділянку ареоли
- III — самовільне виділення молока чи молозива (постійно)

## Діагностика
- загальний аналіз крові та сечі;
- біохімічне дослідження крові: рівень холестерину, тригліцеридів, ліпопротеїнів, глюкози, печінкові проби;
- визначення вмісту пролактину в крові з дотриманням правил;
- виявлення молекулярної гетерогенності пролактину — за показаннями;
- визначення в крові вільного тироксину, ТТГ. Решта гормони щитоподібної залози визначають при наявності показань;
- вимір базальної температури протягом 2-3 міс;
- визначення ЛГ, ФСГ, естрадіолу (5-7-й день МЦ), прогестерону (5-7-й і 20-23-й день МЦ), загального тестостерону, ДЕАС, 17-оксипрогестерона, кортизолу, С-пептиду;
- УЗД органів малого таза;
- УЗД щитоподібної залози, надниркових залоз — за показаннями;
- гінекологічне обстеження (для жінок);
- КТ і МРТ турецького сідла;
- нейроофтальмологічні дослідження: визначення полів і гостроти зору, офтальмоскопія, дослідження очного дна — за показаннями;
- обстеження легень, печінки, шлунково-кишкового тракту, нирок для виключення вторинної гіперпролактинемії — за показаннями;
- каріотипування та визначення статевого хроматину — за показаннями.

## Лікування
Якщо необхідно, зменшують кількість пролактину:
- похідні алкалоїдів маткових ріжків:
  - Бромокриптин (Bromocriptine, Парлодел) (короткотривалої дії)
  - Каберголін (Cabergoline, «Достинекс»(Dostinex)б Агалатес, Берголак) (надтривалої дії)
- синтетичні:
  - Хінаголід (Quinagolide, Норпролак) (довготривалої дії)

Курс та дози підбираються індивідуально, однак достовірно відмічено чим довший період лікування (3-6 місяців…) тим чіткіший клінічний ефект.
Необхідно щомісяця контролювати рівень пролактину. Через рік лікування повторити обстеження МРТ.
Також необхідно лікувати основне захворювання, яке призвело до такого стану.